# Pseudozizeeria
Pseudozizeeria is een geslacht van vlinders uit de familie van de Lycaenidae, de kleine pages, vuurvlinders en blauwtjes. De wetenschappelijke naam en de beschrijving van dit geslacht werden voor het eerst in 1955 gepubliceerd door Henry Beuret.
Dit geslacht is monotypisch, dat wil zeggen dat het maar één soort heeft namelijk Pseudozizeeria maha (Kollar, 1844).